# Ronde van Lombardije 2015
De 109e editie van de wielerwedstrijd Ronde van Lombardije werd gehouden op 4 oktober 2015. De wedstrijd maakte deel uit van de UCI World Tour 2015. Vincenzo Nibali was iedereen te vlug af in de laatste kilometers. Titelverdediger was de Ier Daniel Martin.

## Deelnemende ploegen
| 17 UCI World Tour-ploegen | 17 UCI World Tour-ploegen | 17 UCI World Tour-ploegen | 8 wildcards                                |
| ------------------------- | ------------------------- | ------------------------- | ------------------------------------------ |
| AG2R La Mondiale          | Giant-Alpecin             | Movistar                  | Androni Giocattoli-Sidermec                |
| Astana                    | IAM Cycling               | Orica-GreenEdge           | Bardiani CSF                               |
| BMC Racing Team           | Katjoesja                 | Team Sky                  | CCC Sprandi Polkowice                      |
| Cannondale-Garmin         | Lampre-Merida             | Tinkoff-Saxo              | Colombia                                   |
| Etixx-Quick Step          | LottoNL-Jumbo             | Trek Factory Racing       | Southeast                                  |
| FDJ                       | Lotto Soudal              |                           | Nippo-Vini Fantini                         |
|                           |                           |                           | Bora-Argon 18                              |
|                           |                           |                           | Unitedhealthcare Professional Cycling Team |

## Rituitslag
| Ronde van Lombardije 2015 |                    |                    |          |
| Plaats                    | Naam               | Ploeg              | Tijd     |
| Winnaar                   | Vincenzo Nibali    | Astana Pro Team    | 6u16'28" |
| 2                         | Daniel Moreno      | Katjoesja          | + 21"    |
| 3                         | Thibaut Pinot      | FDJ                | + 32"    |
| 4                         | Alejandro Valverde | Movistar           | + 46"    |
| 5                         | Diego Rosa         | Astana Pro Team    | z.t.     |
| 6                         | Mikel Nieve        | Team Sky           | z.t.     |
| 7                         | Tony Gallopin      | Lotto-Soudal       | + 56"    |
| 8                         | Esteban Chaves     | Orica-GreenEdge    | z.t.     |
| 9                         | Sergio Henao       | Team Sky           | z.t.     |
| 10                        | Gianluca Brambilla | Etixx-Quick Step   | + 1'10"  |
| 11                        | Robert Gesink      | Team LottoNL-Jumbo | + 3'06"  |
| 12                        | Wout Poels         | Team Sky           | + 4'10"  |
| 13                        | Tom-Jelte Slagter  | Cannondale-Garmin  | + 4'23"  |
| 14                        | Cesare Benedetti   | Bora-Argon 18      | z.t.     |
| 15                        | Alexis Vuillermoz  | AG2R La Mondiale   | z.t.     |
| 16                        | Carlos Verona      | Etixx-Quick Step   | z.t.     |
| 17                        | Romain Bardet      | AG2R La Mondiale   | + 4'25"  |
| 18                        | Simon Yates        | Orica-GreenEdge    | z.t.     |
| 19                        | Domenico Pozzovivo | AG2R La Mondiale   | + 4'58"  |
| 20                        | Warren Barguil     | Giant-Alpecin      | z.t.     |

1905 · 1906 · 1907 · 1908 · 1909 · 1910 · 1911 · 1912 · 1913 · 1914 · 1915 · 1916 · 1917 · 1918 · 1919 · 1920 · 1921 · 1922 · 1923 · 1924 · 1925 · 1926 · 1927 · 1928 · 1929 · 1930 · 1931 · 1932 · 1933 · 1934 · 1935 · 1936 · 1937 · 1938 · 1939 · 1940 · 1941 · 1942 · 1943 · 1944 · 1945 · 1946 · 1947 · 1948 · 1949 · 1950 · 1951 · 1952 · 1953 · 1954 · 1955 · 1956 · 1957 · 1958 · 1959 · 1960 · 1961 · 1962 · 1963 · 1964 · 1965 · 1966 · 1967 · 1968 · 1969 · 1970 · 1971 · 1972 · 1973 · 1974 · 1975 · 1976 · 1977 · 1978 · 1979 · 1980 · 1981 · 1982 · 1983 · 1984 · 1985 · 1986 · 1987 · 1988 · 1989 · 1990 · 1991 · 1992 · 1993 · 1994 · 1995 · 1996 · 1997 · 1998 · 1999 · 2000 · 2001 · 2002 · 2003 · 2004 · 2005 · 2006 · 2007 · 2008 · 2009 · 2010 · 2011 · 2012 · 2013 · 2014 · 2015 · 2016 · 2017 · 2018 · 2019 · 2020 · 2021 · 2022 · 2023 · 2024 · 2025
 Tour Down Under · 
 Parijs-Nice · 
 Tirreno-Adriatico · 
 Milaan-San Remo ·
 E3 Harelbeke ·
 Ronde van Catalonië ·
 Gent-Wevelgem ·
 Ronde van Vlaanderen ·
 Ronde van Baskenland ·
 Parijs-Roubaix ·
 Amstel Gold Race ·
 Waalse Pijl ·
 Luik-Bastenaken-Luik ·
 Ronde van Romandië ·
 Ronde van Italië ·
 Critérium du Dauphiné ·
 Ronde van Zwitserland ·
 Ronde van Frankrijk ·
 Clásica San Sebastián ·
 Ronde van Polen ·
/ Eneco Tour ·
 Vattenfall Cyclassics ·
 GP Ouest-France Plouay ·
 Grote Prijs van Quebec ·
 Ronde van Spanje ·
 Grote Prijs van Montreal ·
 UCI Ploegentijdrit ·
 Ronde van Lombardije